# Moberly (Missouri)
Pour les articles homonymes, voir Moberly (homonymie).
Moberly est une ville du Missouri, dans le comté de Randolph.